# Norbertinum

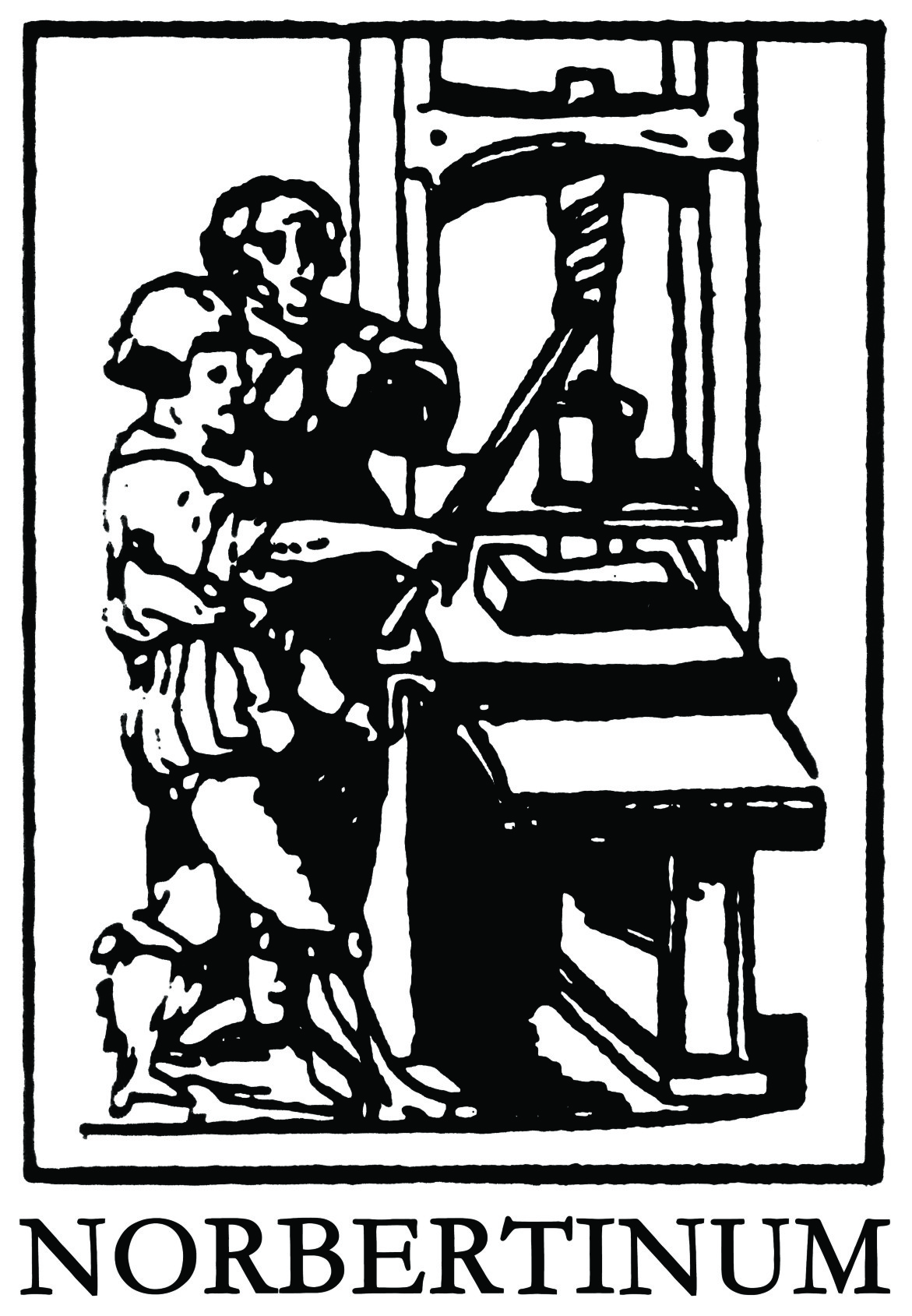
Logo Norbertinum

Norbertinum – wydawnictwo odwołujące się w swojej działalności i ofercie do wartości humanistycznych i chrześcijańskich stanowiących podłoże i główny wyraz cywilizacji europejskiej. Funkcjonuje jako wydawnictwo, drukarnia i księgarnia.

## Historia
Zostało założone w 1989 roku, jako spółka grupy lubelskich wydawców i poligrafów. Jego nazwa nawiązuje do imienia pomysłodawcy przedsięwzięcia i wieloletniego prezesa oficyny – Norberta Wojciechowskiego, a poprzez łacińską końcówkę odwołuje się do tradycji wydawnictw kościelnych („Pallottinum”, „Verbinum” itp.). Akt notarialny powołujący spółkę do istnienia (28 grudnia 1989 roku) podpisali: Norbert Wojciechowski, Leon Formela, Andrzej Hałas, Adam Kamiński i Jerzy Szatkowski. 8 lutego 2012 roku nastąpiła zmiana na stanowisku Prezesa Zarządu: dotychczasowego wieloletniego prezesa i założyciela spółki Norberta Wojciechowskiego zastąpił związany z oficyną od 1996 roku Piotr Sanetra. Siedzibą Norbertinum jest od momentu powstania Lublin (obecnie ul. Długa 5).

## Idea
Założycielom spółki przyświecała idea wydawania książek mieszczących się w szeroko rozumianym nurcie kultury chrześcijańskiej, promowanie publikacji, które nie tylko znajdą czytelniczy oddźwięk, ale będą odpowiadać na podstawowe pytania współczesnego człowieka. Wydawca – podobnie jak kapłan, lekarz, nauczyciel – to ich zdaniem nie tylko profesja, ale i powołanie, misja, którą należy pełnić wobec społeczeństwa, to także odpowiedzialność za kształt kultury, za dobro wspólne narodu.

## Oferta
W ofercie wydawniczej Norbertinum dominuje literatura historyczna, wspomnieniowa, współczesna beletrystyka i liryka, publikacje popularnonaukowe z zakresu teologii, literaturoznawstwa, a także literatura dziecięca i młodzieżowa. Specjalizuje się również w wydawaniu niskonakładowych książek naukowych.
Szczególną wagę oficyna przywiązuje do publikacji serii wydawniczych. Pierwsza z nich, doceniona przez Stowarzyszenie Wydawców Katolickich nagrodą „FENIKS” za 2002 rok, nosi tytuł „Duchowieństwo Polskie w Więzieniach, Łagrach i na Zesłaniu w ZSRR”. Prezentuje ona wspomnienia duchownych represjonowanych przez władze sowieckie za swą działalność duszpasterską. Są to unikalne świadectwa trudnej posługi kapłańskiej, znaczonej odwagą, poświęceniem, nierzadko heroizmem, ukazujące też losy Polaków dotkniętych tragedią zsyłek, prześladowanych za wyznawaną wiarę i przynależność narodową. Opiekę merytoryczną nad serią sprawuje jeden z największych autorytetów w zakresie problematyki wschodniej – prof. dr hab. Roman Dzwonkowski SAC.
Druga seria – „Głosy Ocalonych” – gromadzi relacje Żydów ocalałych z Holocaustu. Serii patronuje grono znawców problematyki żydowskiej w kulturze polskiej, m.in. ks. dr Romuald Jakub Weksler-Waszkinel oraz prof. Sławomir J. Żurek (do roku 2004 również prof. dr hab. Władysław Panas).
Trzecia seria – „Z Nieludzkiej Ziemi” – ukazuje relacje Polaków zesłanych w czasie drugiej wojny światowej lub po tzw. wyzwoleniu w głąb ZSRR. Za tę serię w 2005 roku wydawnictwo otrzymało ponownie nagrodę „FENIKSA”.
Seria czwarta – „Mistrzowie” – prezentuje wspomnienia luminarzy polskiej humanistyki. W jej ramach opublikowano m.in. ostatnie głosy prof. Czesława Zgorzelskiego oraz prof. Ireny Sławińskiej.
W 2011 roku rozpoczęto edycję serii „O Polsce z Daleka”, gromadzącą teksty dotyczące dziejów i współczesności Polski widzianej z perspektywy geograficznego i kulturowego oddalenia.
Oferta Norbertinum obejmuje ponad 1000 tytułów autorów nie tylko z Polski, ale i z zagranicy, ze środowisk polonijnych USA, Kanady, Australii, Wielkiej Brytanii, Niemiec, Francji, Danii, Belgii, Norwegii. Wieloletnie doświadczenie i zaangażowanie w tym zakresie zostało docenione we wrześniu 2003 roku na IV Salonie Książki Polonijnej „Nagrodą Honorową za Publicystykę Historyczną Umacniającą Więź Polonii z Krajem”.

### Wybrani autorzy
Ewa Bąkowska, Andrzej Biernacki, Wacław Borowy, Krzysztof Brozi, Agata Budzyńska, Marcin Bytniewski, Tadeusz Chabrowski, Alfred Cholewiński, Elżbieta Cichla-Czarniawska, Jacek Durski, Jerzy Giedroyc, Agnieszka Hałas, Elżbieta Hałas, Aleksander Hauke-Ligowski, Magdalena Jankowska, Dora Kacnelson, Józef Kornblum, Jan Krok-Paszkowski, Jerzy Roman Krzyżanowski, Stanisław Likiernik, Dominik Morawski, Danuta Mostwin, Eda Ostrowska,
Andrzej Paluchowski, Jerzy Pietrkiewicz, Irena Sławińska, Marek Stokowski.